# Gässjön, Småland
Gässjön är en sjö i Ljungby kommun i Småland och ingår i Lagans huvudavrinningsområde. Sjön har en area på 0,486 kvadratkilometer och ligger 151 meter över havet. Gässjön ligger i Yxkullsund Natura 2000-område.

## Delavrinningsområde
Gässjön ingår i det delavrinningsområde (632750-140050) som SMHI kallar för Utloppet av Furen. Avrinningsområdets medelhöjd är 167 meter över havet och ytan är 54,92 kvadratkilometer. Räknas de 81 delavrinningsområdena uppströms in blir den ackumulerade arean 1 300,32 kvadratkilometer. Skålån (Storån) som avvattnar avrinningsområdet har biflödesordning 2, vilket innebär att vattnet flödar genom totalt 2 vattendrag innan det når havet efter 151 kilometer. Delavrinningsområdet består mestadels av skog (54 procent) och jordbruk (10 procent). Avrinningsområdet har 11,83 kvadratkilometer vattenytor vilket ger det en sjöprocent på 21,5 procent.